# Broholmer
 (avril 2011).
Si vous disposez d'ouvrages ou d'articles de référence ou si vous connaissez des sites web de qualité traitant du thème abordé ici, merci de compléter l'article en donnant les références utiles à sa vérifiabilité et en les liant à la section « Notes et références ».
Le Broholmer est une race de chien. Ce molosse a pour origine le Danemark et est un chien qui nécessite peu d'entretien et qui est calme et affectueux.

## Histoire
Le Broholmer est connu depuis le Moyen Âge. Il servait alors à la chasse, principalement à la chasse au cerf, puis il servit ensuite à la protection des propriétés et des châteaux. Ensuite, à la fin du XVIIIe siècle, il se développa grandement, notamment grâce au comte de Sehested de Broholm. Ce dernier donna le nom à la race. La race a presque disparu après la Seconde Guerre mondiale, et ce n'est qu'en 1975 que des passionnés en entreprirent la sélection.

## Caractère
Très bon gardien, le Broholmer est confiant, mais jamais agressif à mauvais escient. Il est relativement calme, mais il doit avoir à disposition un jardin dans lequel il puisse se défouler à volonté. Ce chien est affectueux et fidèle à ses maîtres.

## Description

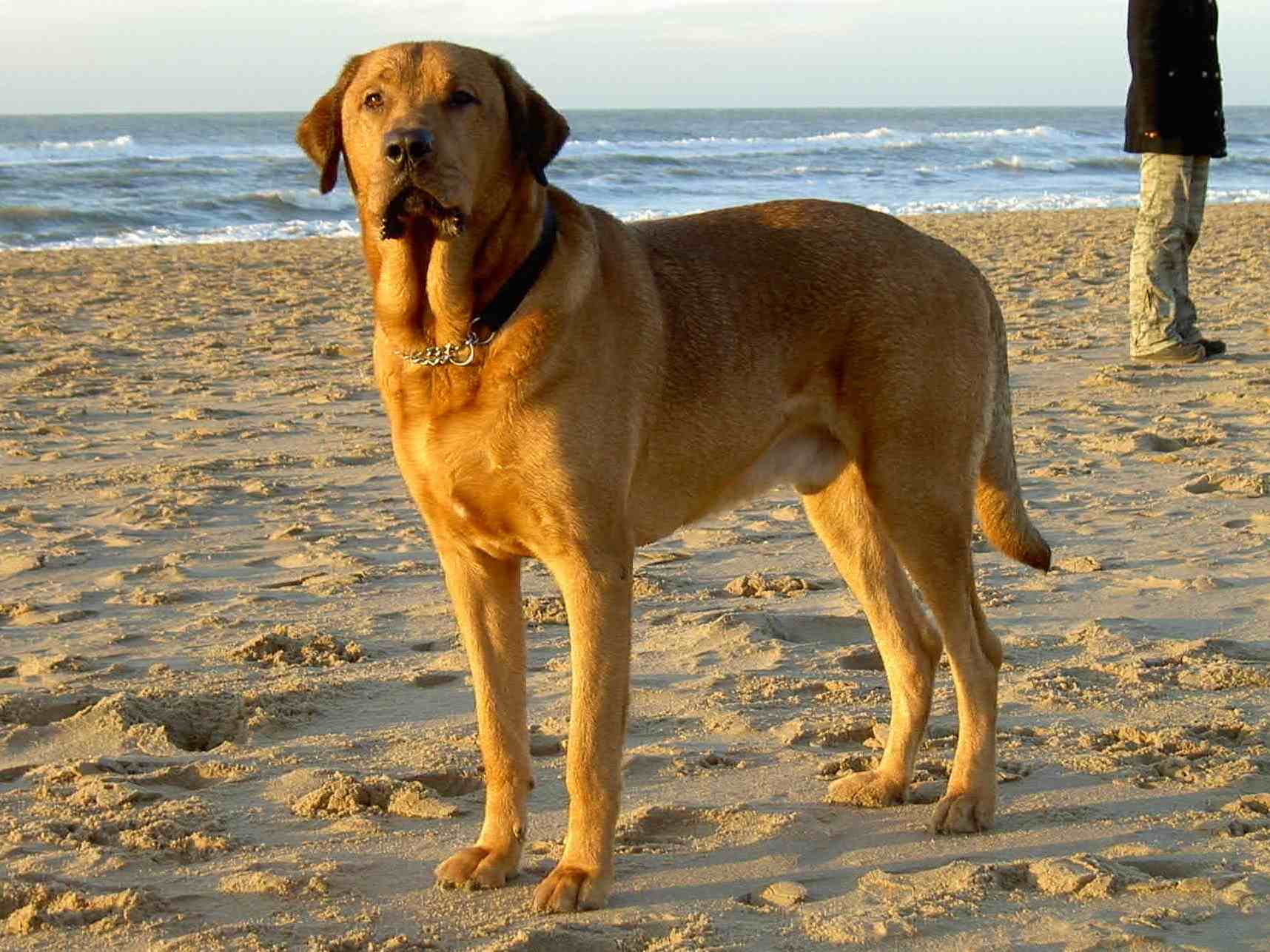
Un chien broholmer

Chien fort et musclé, le Broholmer est massif et grand. Il est puissant et sa tête est massive. Ce chien, de type dogue, a un avant-main puissant et fort. Sa queue est plus large à sa naissance qu'à son extrémité et est attachée bas. Sa peau est épaisse et un peu ample, surtout au niveau du cou.
Le Broholmer peut avoir comme couleur de robe le fauve, souvent avec un masque noir, le noir et le rouge doré. Des marques blanches sur diverses parties du corps sont acceptées.
Le Broholmer a une espérance de vie d'environ 10 ans.